# Curling-Weltmeisterschaft der Herren 1991
Die Curling-Weltmeisterschaft der Herren 1991 (offiziell: Canada Safeway World Men’s Curling Championship 1991) war die 33. Austragung (inklusive Scotch Cup) der Welttitelkämpfe im Curling der Herren. Sie wurde vom 23. bis 31. März des Jahres in der kanadischen Stadt Winnipeg, Manitoba, in der Winnipeg Arena veranstaltet. 
Die Curling-Weltmeisterschaft der Herren wurde in einem Rundenturnier (Round Robin) zwischen den Mannschaften aus Schottland, Kanada, den Vereinigten Staaten, Deutschland, Schweden, Norwegen, der Schweiz, Dänemark, Frankreich und Finnland ausgespielt. 
Die Spiele wurden auf zehn Ends angesetzt.
Im Vorjahr unterlagen die Schotten im Finale Kanada. In diesem Jahr bezwangen sie die Ahornblätter im Finale mit 7:2 nach acht Ends. Nach 1967 war es der zweite WM-Titel für Schottland. Da es kein Spiel um den dritten Platz gab, erhielten die beiden Halbfinalverlierer Norwegen und den Vereinigten Staaten eine Bronzemedaille.

## Teilnehmende Nationen
| Dänemark | Deutschland | Finnland | Italien | Kanada |
| --- | --- | --- | --- | --- |
| Hvidovre CC, Hvidovre Skip: Christian Thune Third: Niels Siggaard Second: Henrik Jakobsen Lead: Lasse Lavrsen Ersatz: Anders Søderblom | EV Füssen, Füssen Skip: Andreas Kapp Third: Florian Zörgiebel Second: Cristopher Huber Lead: Michael Schäffer Ersatz: Ulrich Schneider Trainer: Rodger Gustaf Schmidt | Hyvinkää CC, Hyvinkää Skip: Jussi Uusipaavalniemi Third: Jari Laukkanen Second: Jori Aro Lead: Marko Poikolainen Ersatz: Juhani Heinonen | Tofane CC, Cortina d’Ampezzo Skip: Andrea Pavani Third: Fabio Alverà Second: Franco Sovilla Lead: Stefano Morona Ersatz: Stefano Zardini | Avonair CC, Edmonton, AB Skip: Kevin Martin Third: Kevin Park Second: Dan Petryk Lead: Don Bartlett Ersatz: Jules Owchar     |
| Norwegen | Schottland | Schweden | Schweiz | Vereinigte Staaten |
| Snarøen CC, Oslo Skip: Eigil Ramsfjell Third: Sjur Loen Second: Niclas Järund Lead: Morten Skaug Ersatz: Dagfinn Loen                  | St. Martins CC, Perth Skip: David Smith Third: Graeme Connal Second: Peter Smith Lead: David Hay Ersatz: Mike Hay                                                     | Karlstads CK, Karlstad Skip: Dan-Ola Eriksson Third: Sören Grahn Second: Jonas Sjölander Lead: Stefan Holmén Ersatz: Håkan Funk          | Biel-Touring CC, Biel Skip: Markus Eggler Third: Frédéric Jean Second: Stefan Hofer Lead: Björn Schröder                                 | Madison CC, Madison, WI Skip: Steve Brown Third: Paul Pustovar Second: George Godfrey Lead: Wally Henry Ersatz: Mike Fraboni |

## Tabelle der Round Robin
| Schlüssel | Schlüssel                      |
| --------- | ------------------------------ |
|           | Qualifiziert für die Play-offs |

| Platz | Team               | Spiele | Siege | Ndlg. |
| ----- | ------------------ | ------ | ----- | ----- |
| 1.    | Kanada             | 9      | 9     | 0     |
| 2.    | Schottland         | 9      | 7     | 2     |
| 3.    | Vereinigte Staaten | 9      | 6     | 3     |
| 4.    | Norwegen           | 9      | 6     | 3     |
| 5.    | Schweiz            | 9      | 5     | 4     |
| 6.    | Schweden           | 9      | 4     | 5     |
| 7.    | Deutschland        | 9      | 3     | 6     |
| 8.    | Dänemark           | 9      | 2     | 7     |
| 8.    | Frankreich         | 9      | 2     | 7     |
| 10.   | Finnland           | 9      | 1     | 8     |

## Ergebnisse der Round Robin

### Runde 1
| Kanada | Vereinigte Staaten |
| 8      | 2                  |

| Schottland | Frankreich |
| 6          | 5          |

| Schweiz | Norwegen |
| 5       | 6        |

| Dänemark | Schweden |
| 6        | 8        |

| Finnland | Deutschland |
| 4        | 5           |

### Runde 2
| Deutschland | Dänemark |
| 6           | 8        |

| Norwegen | Schweden |
| 6        | 3        |

| Frankreich | Schweiz |
| 4          | 7       |

| Kanada | Finnland |
| 7      | 4        |

| Vereinigte Staaten | Schottland |
| 5                  | 6          |

### Runde 3
| Schweden | Kanada |
| 5        | 7      |

| Dänemark | Schweiz |
| 4        | 5       |

| Schottland | Deutschland |
| 7          | 3           |

| Frankreich | Vereinigte Staaten |
| 8          | 6                  |

| Finnland | Norwegen |
| 3        | 6        |

### Runde 4
| Schottland | Schweiz |
| 5          | 8       |

| Schweden | Finnland |
| 7        | 1        |

| Vereinigte Staaten | Dänemark |
| 5                  | 2        |

| Norwegen | Kanada |
| 2        | 7      |

| Deutschland | Frankreich |
| 6           | 1          |

### Runde 5
| Kanada | Frankreich |
| 6      | 5          |

| Finnland | Schottland |
| 1        | 7          |

| Norwegen | Dänemark |
| 8        | 3        |

| Deutschland | Schweiz |
| 6           | 5       |

| Vereinigte Staaten | Schweden |
| 8                  | 5        |

### Runde 6
| Kanada | Dänemark |
| 7      | 3        |

| Schweiz | Schweden |
| 9       | 3        |

| Deutschland | Vereinigte Staaten |
| 2           | 9                  |

| Norwegen | Schottland |
| 2        | 4          |

| Finnland | Frankreich |
| 3        | 5          |

### Runde 7
| Schweiz | Vereinigte Staaten |
| 3       | 5                  |

| Dänemark | Finnland |
| 5        | 6        |

| Frankreich | Norwegen |
| 3          | 4        |

| Schweden | Deutschland |
| 8        | 4           |

| Schottland | Kanada |
| 5          | 8      |

### Runde 8
| Norwegen | Deutschland |
| 6        | 5           |

| Vereinigte Staaten | Finnland |
| 9                  | 2        |

| Kanada | Schweiz |
| 8      | 7       |

| Schottland | Dänemark |
| 6          | 3        |

| Frankreich | Schweden |
| 4          | 7        |

### Runde 9
| Schweden | Schottland |
| 4        | 7          |

| Deutschland | Kanada |
| 1           | 7      |

| Dänemark | Frankreich |
| 7        | 6          |

| Vereinigte Staaten | Norwegen |
| 6                  | 4        |

| Schweiz | Finnland |
| 6       | 4        |

## Play-off

### Turnierbaum
|  | Halbfinale | Halbfinale         | Halbfinale |  |  | Finale | Finale     | Finale |
|  |            |                    |            |  |  |        |            |        |
|  |            |                    |            |  |  |        |            |        |
|  | 1          | Kanada             | 5          |  |  |        |            |        |
|  | 4          | Norwegen           | 3          |  |  |        |            |        |
|  |            |                    |            |  |  | 1      | Kanada     | 2      |
|  |            |                    |            |  |  | 2      | Schottland | 7      |
|  | 2          | Schottland         | 4          |  |  |        |            |        |
|  | 3          | Vereinigte Staaten | 2          |  |  |        |            |        |
|  |            |                    |            |  |  |        |            |        |

### Halbfinale
| Kanada | Norwegen |
| 5      | 3        |

| Schottland | Vereinigte Staaten |
| 4          | 2                  |

### Finale
| Team       |  | 1 | 2 | 3 | 4 | 5 | 6 | 7 | 8 | 9 | 10 | Gesamt |
| ---------- |  | - | - | - | - | - | - | - | - | - | -- | ------ |
| Kanada     |  | 0 | 0 | 0 | 0 | 0 | 2 | 0 | 0 | X | X  | 2      |
| Schottland |  | 0 | 0 | 1 | 2 | 0 | 0 | 1 | 3 | X | X  | 7      |

## Endstand
| Platz | Land               |
| ----- | ------------------ |
| 1     | Schottland         |
| 2     | Kanada             |
| 3     | Norwegen           |
| 3     | Vereinigte Staaten |
| 5     | Schweiz            |
| 6     | Schweden           |
| 7     | Deutschland        |
| 8     | Dänemark           |
| 9     | Frankreich         |
| 10    | Finnland           |